# Cantón de Venarey-les-Laumes
El cantón de Venarey-les-Laumes era una división administrativa francesa, que estaba situada en el departamento de Côte-d'Or y la región de Borgoña.

## Composición
El cantón estaba formado por veintitrés comunas:
- Alise-Sainte-Reine
- Boux-sous-Salmaise
- Bussy-le-Grand
- Charencey
- Corpoyer-la-Chapelle
- Darcey
- Flavigny-sur-Ozerain
- Frôlois
- Gissey-sous-Flavigny
- Grésigny-Sainte-Reine
- Grignon
- Hauteroche
- Jailly-les-Moulins
- La Roche-Vanneau
- Marigny-le-Cahouët
- Ménétreux-le-Pitois
- Mussy-la-Fosse
- Pouillenay
- Salmaise
- Source-Seine
- Thenissey
- Venarey-les-Laumes
- Verrey-sous-Salmaise

## Supresión del cantón de Venarey-les-Laumes
En aplicación del Decreto nº 2014-175 de 18 de febrero de 2014, el cantón de Venarey-les-Laumes fue suprimido el 22 de marzo de 2015 y sus 23 comunas pasaron a formar parte del nuevo cantón de Montbard.